# Amp Futbol Catalunya Cup 2016
Catalunya Cup 2016 – międzynarodowy turniej ampfutbolowy, który odbył się w Les Preses w dniach 23-24 kwietnia 2016 roku. W finale imprezy Hiszpania pokonała Polskę 1:0. Trzecie miejsce zajęła Francja.
Królem strzelców turnieju został Jakub Kożuch.

## Uczestnicy

### Polska
- Bramkarze: Łukasz Miśkiewicz (Kuloodporni Bielsko-Biała), Marek Zadębski (Husaria Kraków)
- Obrońcy: Adrian Stanecki (Lampart Warszawa), Artur Stolikowski (GKS Góra), Przemysław Świercz (Husaria Kraków)
- Pomocnicy i napastnicy: Dawid Dobkowski (Gryf Szczecin), Mateusz Kabała (Husaria Kraków), Krystian Kapłon (Husaria Kraków), Jakub Kożuch (Lampart Warszawa), Bartosz Łastowski (Gryf Szczecin), Sebastian Ziółkowski (GKS Góra)[2]

## Mecze
| 23 kwietnia 2016 | Hiszpania | 5:2 | Francja | Hiszpania, Les Preses · |
|                  |           |     |         |                         |

| 23 kwietnia 2016 | Polska · Jakub Kożuch · Bartosz Łastowski · Dawid Dobkowski · Przemysław Świercz | 9:0 | Francja | Hiszpania, Les Preses · |
|                  |                                                                                  |     |         |                         |

| 23 kwietnia 2016 | Hiszpania | 0:1 | Polska · Bartosz Łastowski | Hiszpania, Les Preses · |
|                  |           |     |                            |                         |

| Zespół    | Pkt | M | W | R | P | Br+ | Br− | +/− |
| --------- | --- | - | - | - | - | --- | --- | --- |
| Polska    | 6   | 2 | 2 | 0 | 0 | 10  | 0   | +10 |
| Hiszpania | 3   | 2 | 1 | 0 | 1 | 5   | 3   | +2  |
| Francja   | 0   | 2 | 0 | 0 | 2 | 2   | 14  | -12 |

## Finał
| 23 kwietnia 2016 | Hiszpania | 3:1(2:1) | Polska · Adrian Stanecki | Hiszpania, Les Preses · |
|                  |           |          |                          |                         |

### Klasyfikacja końcowa
| Miejsce | Reprezentacja | Punkty | Mecze | Zwycięstwa | Remisy | Porażki | Br+ | Br- | +/− |
| ------- | ------------- | ------ | ----- | ---------- | ------ | ------- | --- | --- | --- |
| złoto   | Hiszpania     | 6      | 3     | 2          | 0      | 1       | 8   | 4   | +4  |
| srebro  | Polska        | 6      | 3     | 2          | 0      | 1       | 11  | 3   | +8  |
| brąz    | Francja       | 0      | 2     | 0          | 0      | 2       | 2   | 14  | -12 |